# Violeta Cela
Violeta Cela (Madrid, 7 de diciembre de 1960) es una actriz
española.

## Biografía
Conocida actriz española. Sobrina del premio Nobel Camilo José Cela, así como también del director de cine Antonio del Amo, con quien no llegó a trabajar, Violeta Cela se inició en el mundo de la interpretación siendo aún niña. Con tan solo tres años tuvo unas primeras experiencias como modelo infantil y con quince protagonizaba además la obra de teatro Violines y trompetas, de Santiago Moncada, compartiendo escenario con Pilar Bardem, Jesús Puente y Juanjo Menéndez.
Debuta en el cine con 11 años en pequeños papeles y en 1978 se estrena como protagonista con la película Silvia ama a Raquel, de Diego Santillán. A finales de ese mismo año después interpretaba un pequeño papel en el programa de humor de Valerio Lazarov Sumarísimo, para TVE.
En 1977 se incorpora al reparto del programa infantil de televisión La mansión de los Plaff, dando vida a la sofisticada y algo cursi "Alcanfor". Tras intervenir en algunas obras de teatro televisado del espacio Estudio 1 como La discreta enamorada (1980), de Lope de Vega, también en televisión protagoniza la serie Juanita la larga (1982), adaptación de la novela homónima de Juan Valera y la miniserie Nunca es tarde (1984), junto a Irene Gutiérrez Caba y Pastor Serrador.
En cine ha participado en títulos como La vaquilla (1985) de Luis García Berlanga o El año de las luces (1986) de Fernando Trueba, Amanece que no es poco de José Luis Cuerda, Pajarico (1997), de Carlos Saura... hasta un total de setenta y una películas.
Durante la década de los noventa retoma su actividad en televisión, participando en series como Menos lobos (1992), Villarriba y Villabajo (1994), así como la "sitcom" Contigo, pan y cebolla (1997).
A lo largo de estos años, ha compaginado su carrera en cine y televisión con la presencia sobre los escenarios, habiendo intervenido en casi una treintena de montajes en su mayoría como primera actriz en obras de teatro clásico.
Posteriormente ha rodado Por la gracia de Luis (2009) a las órdenes de José Luis García-Sánchez, y la serie ¿Qué fue de Jorge Sanz? (2010) dirigida por David Trueba.
Finalmente, ha desarrollado labores de actriz y directora de doblaje, guionista y de articulista en el diario ABC y las revistas Primera línea y Man. También ha coordinado y presentado los magazines La gran tarde de la música y Mi querida radio en Radio Nacional de España.